# Кася Нова
Кася Нова (пол. Kasia Nova; 6 листопада 1981, Лодзь); ім'я при народженні Катажина Бродовська (пол. Katarzyna Brodowska) — польська співачка, авторка пісень, ведуча й актриса.

## Біографія
У дитинстві ходила на уроки вокалу й танців. Вперше виступала під псевдонімом Кабрі. 2001 року випустила сингли «Kawaliero» та «Na Copacabana».
2005 року брала участь у конкурсі «Miss Polski», у якому дійшла до фіналу.
2006 року з піснею «Siostra gwiazd» брала участь у відбірковому турі до концерту «Trendy» на фестивалі «TOPtrendy 2006».
23 лютого 2008 року з піснею «The Devil» брала участь в національному відборі на 53-й пісенний конкурс Євробачення 2008 – в фіналі здобула 11 місце. 3 березня випустила дебютний студійний альбом «Nova». Також випустила сингли: «Did You Ever Know», «The Devil» та «Broken Wings», що є кавером пісні американського рок-гурту Mr. Mister. 2008 року з цією піснею брала участь у конкурсі «Sopot Hit Festiwal». Останнім синглом із альбому був «Run». Була спеціальним гостем під час другого випуску німецької версії телепередачі «Idol». 2008 року на телепередачі «Big Brother» була одним із гравців команди «Артисти». 
2009 року випустила пісню «Forever in a Dream», яку виконала в дуеті з Томасом Андерсом. 2010 року знімалася в епізоді серіалу телеканала Polsat «Malanowski i Partnerzy».
2012 року, на презентації синглу «Shake It», виступала разом зі спеціальним гостем Марті Сінтроном — членом німецького гурту «No Mercy». Відзняла кліп, у якому знімалися: Радослав Майдан, Томаш Пузон й Ева Шабатін. З піснею анонсувала свій другий студійний альбом, який записала у США. 21 грудня 2012 року випустила сингл із колядками «Have Yourself a Merry Little Christmas», «White Christmas» і «Cicha noc».
У 2013–2014 рр. проживала в Лос-Анджелесі, де почала співпрацювати з американською студією звукозапису «37 Records». Там записала два сингли: «We Collide» і «Love is Music». 2014 року, під патронатом організації «La Strada», записала сингл «Hello, Hello» авторів Роберта Янсона і Анджея Ігнатовського, який було присвячено соціальній акції боротьби з сучасним рабством.
У вересні 2017 року виступила на головному концерті під час 54-го Національного фестивалю польської пісні в Ополі. Вона заспівала допрем'єрний сингл «Zamykam serce» та пісню «Nalej mi wina» з репертуару Ірени Сантор. 13 жовтня відбулася прем'єра синглу «Zamykam serce», пісню якого вона написала разом із британськими продюсерами компанії DWB Music. На пісню зняла кліп, у якому знімався Кшиштоф Вєщек. 
У грудні 2018 року було написано святкову пісню «W te święta tylko ja i ty», на яку було знято кліп у Варшаві на площі Старий Ринок. У червні 2019 року випустила сингл «Tańcząc bez Ciebie», на який знято кліп у Єгипті. Незабаром почала співати музику в стилі джаз. На концертах інтерпретує твори відомих джазових виконавців і збирає пісні для свого першого джазового альбому. Анонсує альбом синглом «Czar Warszawy». 17 жовтня 2020 року виступала з піснею «All of Me» як солістка біг-бенду «Fabryka Wełna» під час 28-го джазового концерту «Grand Prix Jazz Melomani 2019» у Великому театрі в Лодзі.

## Дискографія
Студійні альбоми
| Рік  | Дані альбому                                                                                                 |
| ---- | --- |
| 2008 | Nova - Випущений: 3 березня 2008 - Лейбл: Sony BMG Music Entertainment Poland - Формат: CD, digital download |

Сингли
| Рік  | Назва                                      | Альбом |
| ---- | ------------------------------------------ | ------ |
| 2008 | "The Devil"                                | Nova   |
| 2008 | "Did You Ever Know?"                       | Nova   |
| 2008 | "Broken Wings"                             | Nova   |
| 2008 | "Run"                                      | Nova   |
| 2009 | "Forever in a Dream" (feat. Thomas Anders) | TBA    |
| 2014 | "Hello, Hello"                             | TBA    |
| 2015 | "We Collide"                               | TBA    |
| 2015 | "Shake It" (feat. No Mercy)                | TBA    |
| 2016 | "Love Is Music"                            | TBA    |
| 2017 | "Zamykam serce"                            | TBA    |
| 2018 | "Wielki mecz"                              | TBA    |
| 2018 | "W te święta tylko ja i ty"                | TBA    |
| 2019 | "Tańcząc bez Ciebie"                       | TBA    |